# Walter Tysall
Walter Tysall (Birmingham, 1880 - Ashton-on-Ribble, 1955) fue un gimnasta inglés que compitió en eventos de gimnasia artística.
Tysall es titular de la medalla olímpica de plata, que obtuvo en los Juegos Olímpicos de Londres en 1908. En la prueba individual general, es la única que se disputó en su primera y última edición de esta competición, le fue medalla de plata tras ser superado por el italiano Alberto Braglia, ganador del evento.